# Micropsectra proximalis
Micropsectra proximalis är en tvåvingeart som beskrevs av Maurice Emile Marie Goetghebuer 1942. Micropsectra proximalis ingår i släktet Micropsectra och familjen fjädermyggor.
Artens utbredningsområde är Österrike. Inga underarter finns listade i Catalogue of Life.